# Màslove (Crimea)
|  | Per a altres significats, vegeu «Màslovo». |

Màslove (en (ucraïnès): Маслове, en rus: Маслово, Màslovo) és un poble de la República Autònoma de Crimea a Ucraïna, que el 2014 tenia 2.222 habitants. Pertany al districte rural de Djankoi.